# Levastivali

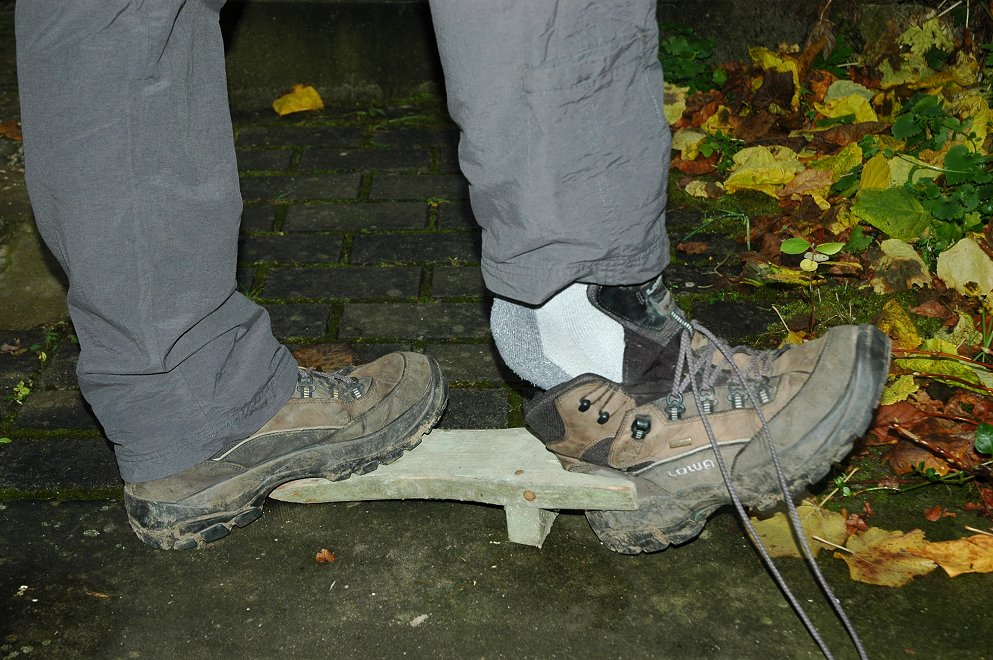
L'utilizzo di un levastivali

Un levastivali, detto anche cavastivali o tirastivali, e talvolta citato con il suo nome in inglese boot jack, è un piccolo arnese che aiuta nella rimozione degli stivali.

## Struttura e utilizzo

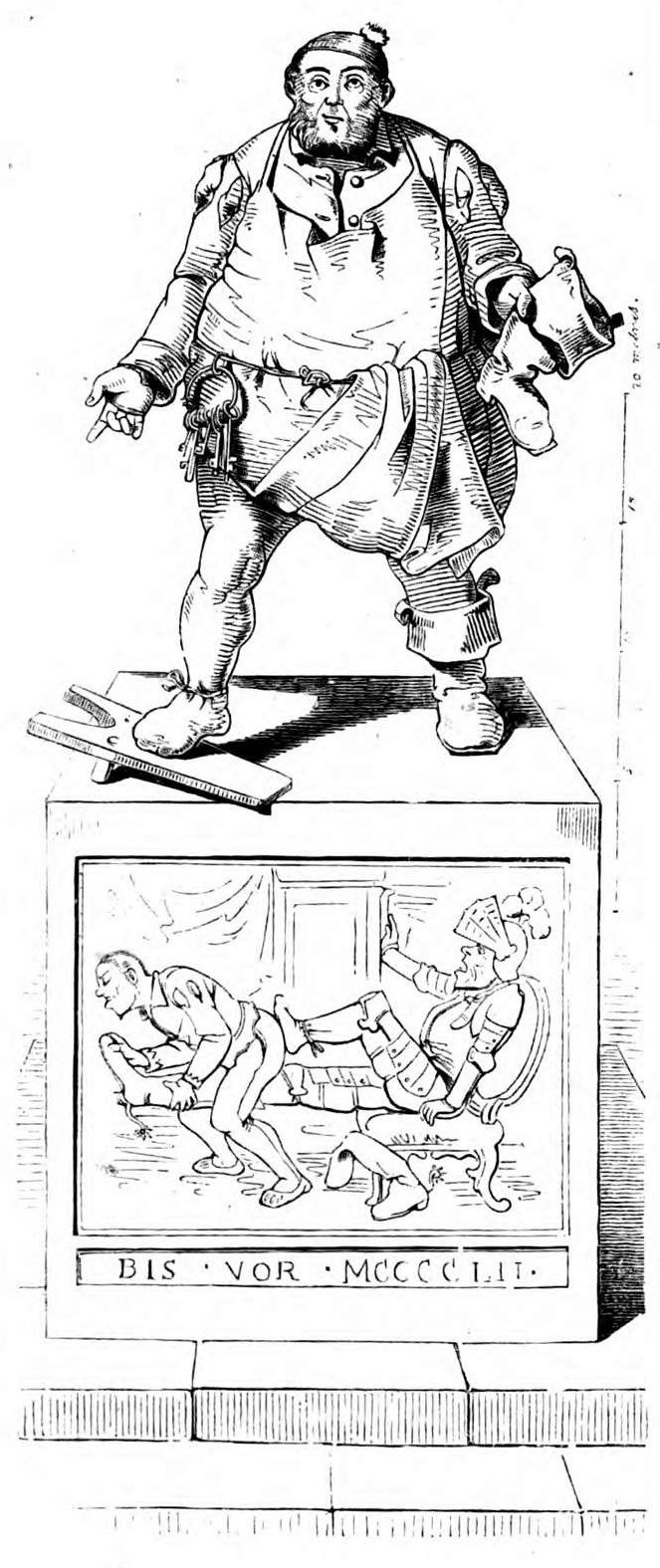
L'utilizzo di un levastivali in una vignetta realizzata da Carl Spitzweg e apparsa su un numero del Fliegende Blätter del 1845.

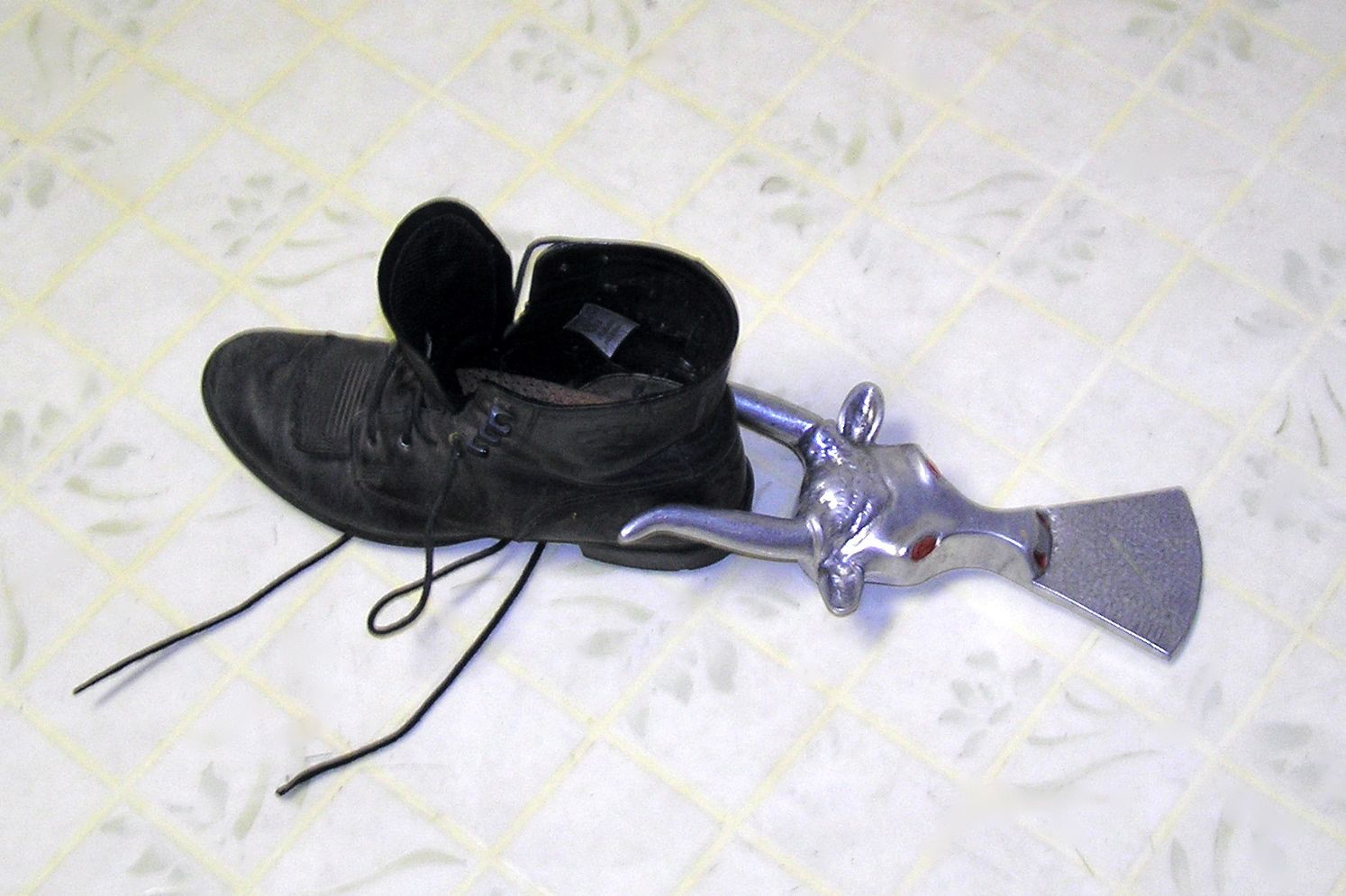
Un moderno levastivali a forma di testa di toro.

È costituito da un'apertura a forma di U, atta a bloccare il tallone dello stivale, e da un'area piatta su cui è possibile fare forza con il piede opposto. Per adoperarlo, l'utilizzatore inserisce il tallone dello stivale nell'imboccatura del levastivali, posiziona l'altro piede sul retro di esso e sfila il piede dallo stivale anteriore, dopodiché ripete il procedimento per l'altro stivale.
Il levastivali presenta numerosi vantaggi rispetto alla rimozione manuale degli stivali; esso consente infatti a chi lo utilizza di tirare il piede verso l'alto ed estrarlo dallo stivale utilizzando tutto il peso corporeo per tenere lo stivale in posizione e offre una presa molto più sicura di quanto si possa ottenere con le mani. Inoltre, a chi li indossa viene risparmiato il disagio di doversi chinare o sedersi per togliere gli stivali, o di maneggiarli direttamente se sono sporchi. È tuttavia importante assicurarsi che la trazione non venga esercitata con troppa forza, onde evitare il rischio di strappare il tacco dello stivale.
In alcuni modelli meno comuni è presente anche un blocco per la parte anteriore dello stivale, che viene quindi inserito dall'alto in un'imboccatura circolare.
Oltre ai levastivali più semplici, realizzati in legno o in materiale plastico, sono stati realizzati anche modelli recanti motivi artistici, ad esempio con i bracci della U sostituiti da corna di toro, antenne di insetti o di lumaca, o altre forme stravaganti, prodotti solitamente in ghisa o acciaio.